# Marwdaszt
Marwdaszt (perski: مرودشت) – miasto w Iranie, w ostanie Fars. W 2006 roku miasto liczyło 123 858 mieszkańców w 29 134 rodzinach.